# 웰링턴 매니지먼트 컴퍼니
웰링턴 매니지먼트 컴퍼니(Wellington Management Company)는 미국 매사추세츠주 보스턴에 본사를 둔 비공개 독립 투자 관리 회사로, 고객 운용 자산은 총 1조 달러가 넘는다.
2020년 6월 30일 기준으로 이 회사는 60개국 이상에서 2,200개 이상의 기관에 투자 자문을 제공하고 있다. 고객에는 중앙은행 및 주권 기관, 연기금, 기금 및 재단, 패밀리 오피스, 펀드 스폰서, 보험 회사, 금융 중개인 및 자산 관리자가 포함된다.

## 역사
1928년, 필라델피아에 기반을 둔 회계사 월터 L. 모건은 미국 최초의 균형 상호 펀드인 웰링턴 펀드를 설립했다. 웰링턴 매니지먼트 컴퍼니는 1933년에 법인으로 설립되었다.
1951년, 이 회사는 존 C. 보글을 고용했고, 보글은 1970년에 모건의 뒤를 이어 회장이 되었다. 1967년, 웰링턴은 보스턴에 기반을 둔 투자 관리 회사인 쏜다이크, 도란, 페인 & 루이스와 합병했다. 보글은 1974년에 회사를 떠나 뱅가드 그룹을 설립했으며, 웰링턴은 뱅가드의 일부 펀드를 계속 관리했다.
1979년, 웰링턴의 29명의 원래 파트너는 공기업으로서의 기간을 거친 후 회사를 다시 인수했다.
1994년, 웰링턴은 룩셈부르크에 본사를 둔 최초의 UCITS 펀드를 제공했다.
또한 1994년, 웰링턴은 최초의 헤지펀드를 제공했다. 오늘날 이 회사는 고객을 위해 총 400억 달러가 넘는 대체 자산을 관리하며 40개 이상의 펀드를 제공한다.
2014년, 이 회사는 최초의 전용 사모 펀드 전략을 제공했다.
CEO 브렌단 스워즈는 2014년부터 이 직책을 맡았다. 2020년 9월, 이 회사는 진 하인즈를 CEO로 선임했다고 발표했다.

## 웰링턴 매니지먼트 재단
교육에 중점을 둔 자선 기금인 웰링턴 매니지먼트 재단은 1992년에 설립되었다. 이 재단은 연간 보조금 지급 프로그램을 통해 현재 필라델피아를 포함한 9개 지역에서 경제적으로 어려운 청소년의 교육 및 교육 기회를 개선하는 프로그램과 조직을 지원한다. 웰링턴 매니지먼트 영국 재단은 영국과 유럽의 조직에 보조금을 지급하기 위해 2016년에 설립되었다.

## 사무실
보스턴에 본사를 둔 이 회사는 펜실베이니아주 래드너에 사무실을 두고 있으며 1983년 런던, 1996년 싱가포르, 1997년 샌프란시스코, 시드니, 도쿄, 2003년 홍콩, 2004년 시카고, 2007년 베이징, 2011년 프랑크푸르트, 2014년 취리히와 룩셈부르크, 2018년 토론토, 2020년 상하이, 2021년 밀라노, 2022년 마드리드, 2023년에 뉴욕과 두바이에 사무실을 열었다.

## 수상 및 표창
2018년, 웰링턴의 다양성 및 포용성 글로벌 디렉터인 쇼나 퍼거슨은 노스이스트 인적자원협회 올해의 개인 다양성 챔피언 상을 수상했다. 이 회사의 사모 펀드 투자자 맷 위트파일러는 2018년 미다스 브링크 리스트에도 선정되었다. 웰링턴은 기관 투자자(Institutional Investor)의 2017년 미국 본사 상위 자산 운용사 AUM 연간 순위에서 9위를 차지했다. 2016년에는 eVestment 설문조사에서 브랜드 인지도 점수로 자산 관리사 1위를 차지했다. 또한 2016년, 시티와이어는 진 하인즈를 미국 상위 20명의 여성 포트폴리오 관리자 중 한 명으로 선정했다. 2013년과 2014년에 웰링턴의 퇴직 및 연금 계획은 브라이트스코프(BrightScope)에 의해 최고의 401K 계획 중 하나로 선정되었다. 웰링턴 매니지먼트는 2014년 톰슨 로이터 엑스텔(Thomson Reuters Extel) 어워드에서 선도적인 범유럽 펀드 운용사 중 하나로 선정되었다. 진 하인즈는 2020년 3월 배런스의 미국 금융계에서 가장 영향력 있는 여성 100인에 이름을 올렸다. 이 회사는 2020년 환경 금융으로부터 올해의 채권 관리사 상을 수상했다.